# Пикалов, Серафим Серафимович
Серафим Серафимович Пикалов (род. 8 января 1985 года, Электросталь, Московская область, СССР) — технологический предприниматель в области искусственного интеллекта, основатель парасноубординга в России. Российский парасноубордист, пара-сёрфер, пара-скалолаз. Призёр чемпионата мира и этапов Кубка мира по пара-сноуборду. Выступал в сноуборд-кроссе в категории SB (стоячих спортсменов).

## Биография
Серафим Пикалов родился 8 января 1985 года в подмосковном городе Электросталь, СССР. В 10 лет, съездив в туристическую поездку в горы, записался в секцию спортивного туризма при школе в которой учился. Затем стал увлекаться активными видами деятельность: туризмом, фрирайдом, скалолазанием, сноубордингом, кайтингом и каякингом.
В 2008 году в мотопутешествии в Крым попал в аварию вследствие чего потерял часть левой ноги. Чтобы спасти жизнь, врачам пришлось провести ампутацию голени с коленным суставом. Спустя 1,5 месяца начал посещать скалодром, через 2 месяца Серафим получил первый протез, через 6 начал кататься на сноуборде.
В октябре 2008 года Пикалов возобновил тренировки по скалолазанию, ещё не имея протеза. В ноябре выступил на чемпионате мира и стал призером. В декабре снова встал на сноуборд, через месяц уехал в горы, в мае вернулся в каякинг, а спустя год начал осваивать вейкбординг.
В 2012 году по своей инициативе и на собственные средства принял участие в чемпионате мира по парасноубордингу, где занял 22 место в сноуборд-кроссе (класс SB).
В 2013 году на предпаралимпийской неделе Серафим занял 10 место и отобрался на паралимпиаду в Сочи. На следующем этапе Кубка мира в США получил травму и был отстранен от соревнований.
В 2015 году завоевал бронзу на чемпионате мира по парасноуборду, серебро в бенкед-слаломе, стал двукратным золотым медалистом чемпионата России и мастером спорта международного класса.

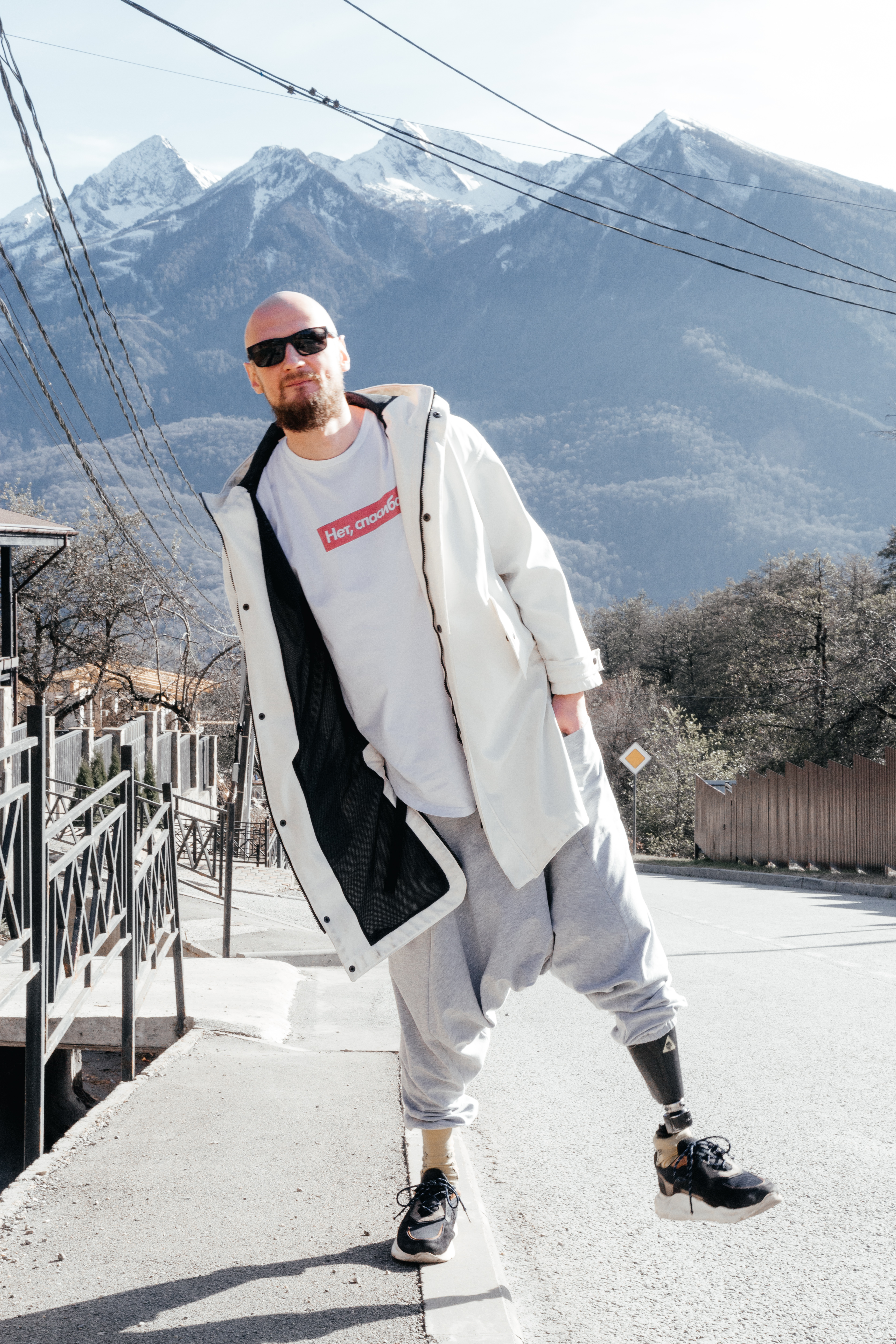

Параллельно со спортивной деятельностью Пикалов продолжал развиваться в IT-индустрии, в которой вырос из программиста до технического директора.
В 2018 году вместе с партнером основал стартап «Not Just a Toy», чтобы создать инновационный продукт для детей и родителей в сферах IoT и AI.
Объездил 1/3 мира, жил в ЮАР и США. Фанат и регулярный посетитель фестиваля «Burning Man».
Серафим являлся амбассадором курорта "Роза Хутор" (Сочи) с 2014 по 2018 года, который также являлся его главной тренировочной базой.
В каждом своем выступлении использует искромётный юмор, ссылаясь на высказывание Фазиля Искандера: «Чтобы овладеть хорошим юмором, надо дойти до крайнего пессимизма, заглянуть в мрачную бездну, убедиться в том, что там ничего нет, и потихоньку возвращаться обратно. След, оставленный этим обратным путём, и будет настоящим юмором».

## Спортивная карьера
- 22 место на Чемпионате мира по парасноуборду 2012 в сноуборд-кроссе (класс SB);
- 10 место на этапе Кубка мира по пара-сноуборду (WSF) в сноуборд-кроссе (класс SB) на предпаралимпийской неделе в Сочи, Россия (6-7 марта, 2013 года). [6]
- 3 место на этапе Кубка мира по парасноуборду 2015 в сноуборд-кроссе (класс SB-LL1) в Ла Молине (Испания).[7]

## СМИ о Серафиме Пикалове
- "Серафим Пикалов (Seraphim Pickalov): Человек с НЕ ограниченными возможностями"
- "Marina's journal:На lEGке!"
- Зачем основатель Comedy Club вложился в русскую игрушку
- Судный день роботов. Советская фантастика глазами айтишника